# Chapelle de Sainte-Apolline
La chapelle de Sainte-Apolline est située sur le chemin de Saint-Jacques-de-Compostelle en Suisse, entre Fribourg et Romont, sur le territoire de la commune d'Hauterive. Elle se trouve au bord du Pont de Sainte-Apolline au-dessus de la Glâne. De l'autre côté du pont se trouve la commune de Villars-sur-Glâne. Le pont et la chapelle font partie de la liste des biens culturels d'importance nationale dans le canton de Fribourg.

## Histoire
La petite chapelle est dédiée à Apolline d'Alexandrie. Selon la légende, Apolline est morte en martyr vers 249 après J.-C., et on lui a notamment cassé les dents. C'est pourquoi on lui demandait de l'aide en cas de douleurs et de maux de dents, et elle est la patronne des dentistes. Alors que jusqu'au Moyen-Âge, les saints vénérés au niveau régional dans les monastères et les églises étaient invoqués pour toutes les situations de détresse, on constate à partir du Moyen-Âge une spécialisation croissante de la vertu thérapeutique attribué pour certains troubles à des saints bien précis. Ces saints ont reçu ce que l'on appelle des patronages spéciaux. Pour la guérison des dents, Sainte Apollonia jouissait d'une réputation particulièrement bonne. Le culte d'Apolline a connu son apogée en Europe aux 15e et 16e siècles, avec un deuxième essor pendant la Contre-Réforme. En 1990, des archéologues ont retrouvé à l'intérieur de la chapelle actuelle, outre de l'argent, de nombreuses dents endommagées par des caries. Les chapelles d'Apollonia étaient très répandues en France, avec les Flandres françaises et Toulouse comme principaux centres, fréquentés au besoin par des pèlerins et des groupes de pèlerins. Encore dans les années 80 du 20e siècle, le culte d'Apolline, bien qu'en déclin en France, était surtout présent en Normandie.
La fondation de la chapelle, appartenant à l'Abbaye d'Hauterive (Altenryf), remonte peut-être aux débuts du monastère au XIIe siècle. Elle marquait l'entrée dans la juridiction du monastère. Il existe des indications selon lesquelles la chapelle existe depuis 1147 - lors d'une réparation intérieure en 1898, cette date a été trouvée sous plusieurs couches de plâtre. Cependant, aucun autre document ne le confirme. C'est en 1473 que l'on trouve la première mention dans un document de la ville de Fribourg - où il est question de la subvention d'une réparation pour une chapelle déjà existante,. Elle a été reconstruite en 1566 après un incendie et modifiée vers 1690. Après la suppression du couvent d'Hauterive - en 1848 dans le cadre du Kulturkampf et de la sécularisation - plusieurs réparations ont été effectuées et une restauration de l'édifice et des peintures a eu lieu en 1943, 1992 ainsi qu'en 2021 . Aujourd'hui, la chapelle est propriété de la paroisse d'Ecuvillens.

## Description de l’édifice
Le petit édifice - dans sa forme actuelle datant de 1566 - repose sur un socle de grès riverain dans un coude de la Glâne. Il offre l'espace pour un autel et un retable posés sur une plaque de molasse ; l'espace pour les fidèles est offert par la nature à l'extérieur de la chapelle. Un toit en croupe avec un pignon à cloche couvre l'édifice. Une grille à barreaux entrecroisés permet de voir l'autel de l’extérieur.

Chapelle et pont Sainte-Apolline
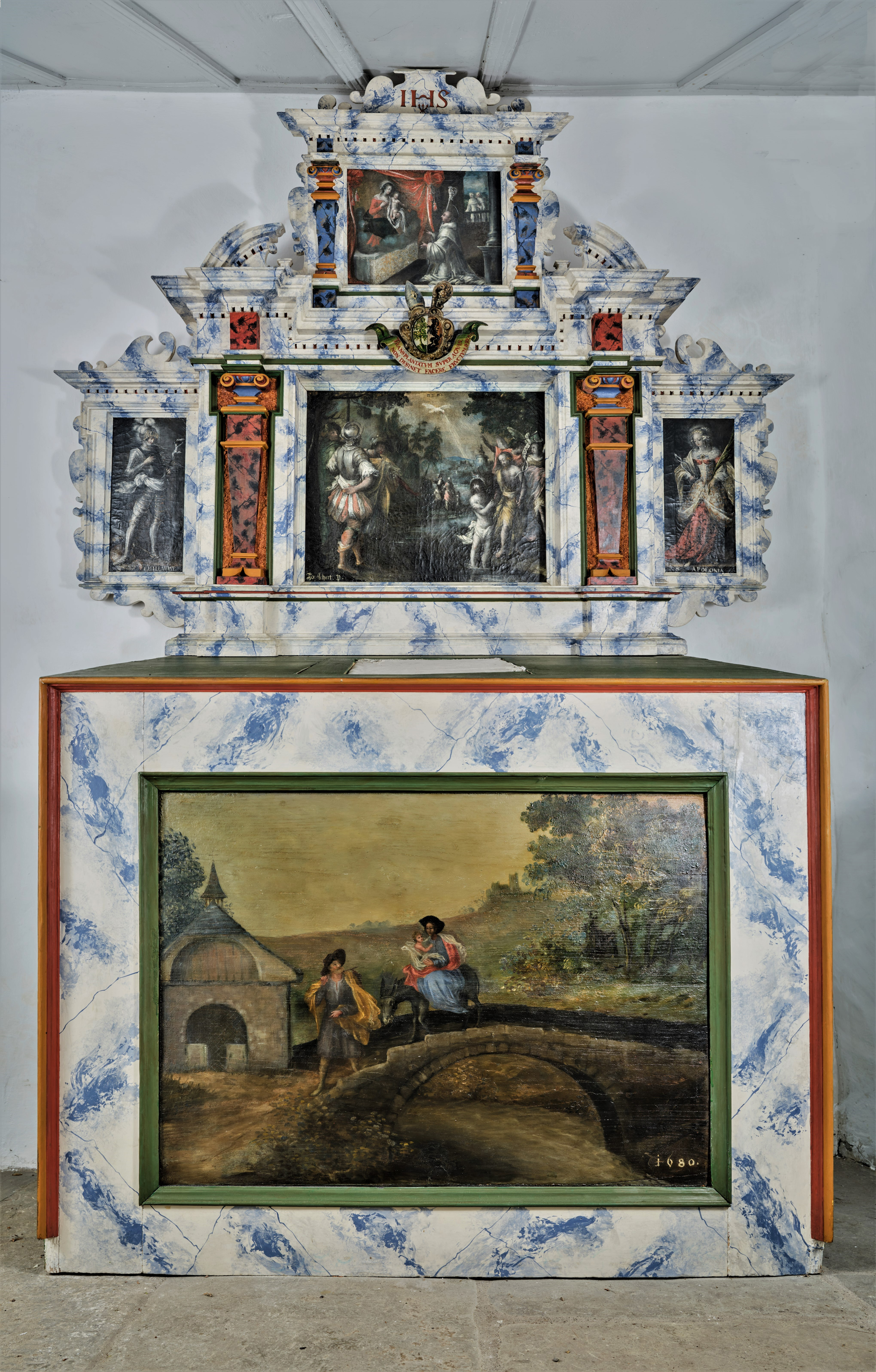
Autel et retable avec les 5 peintures
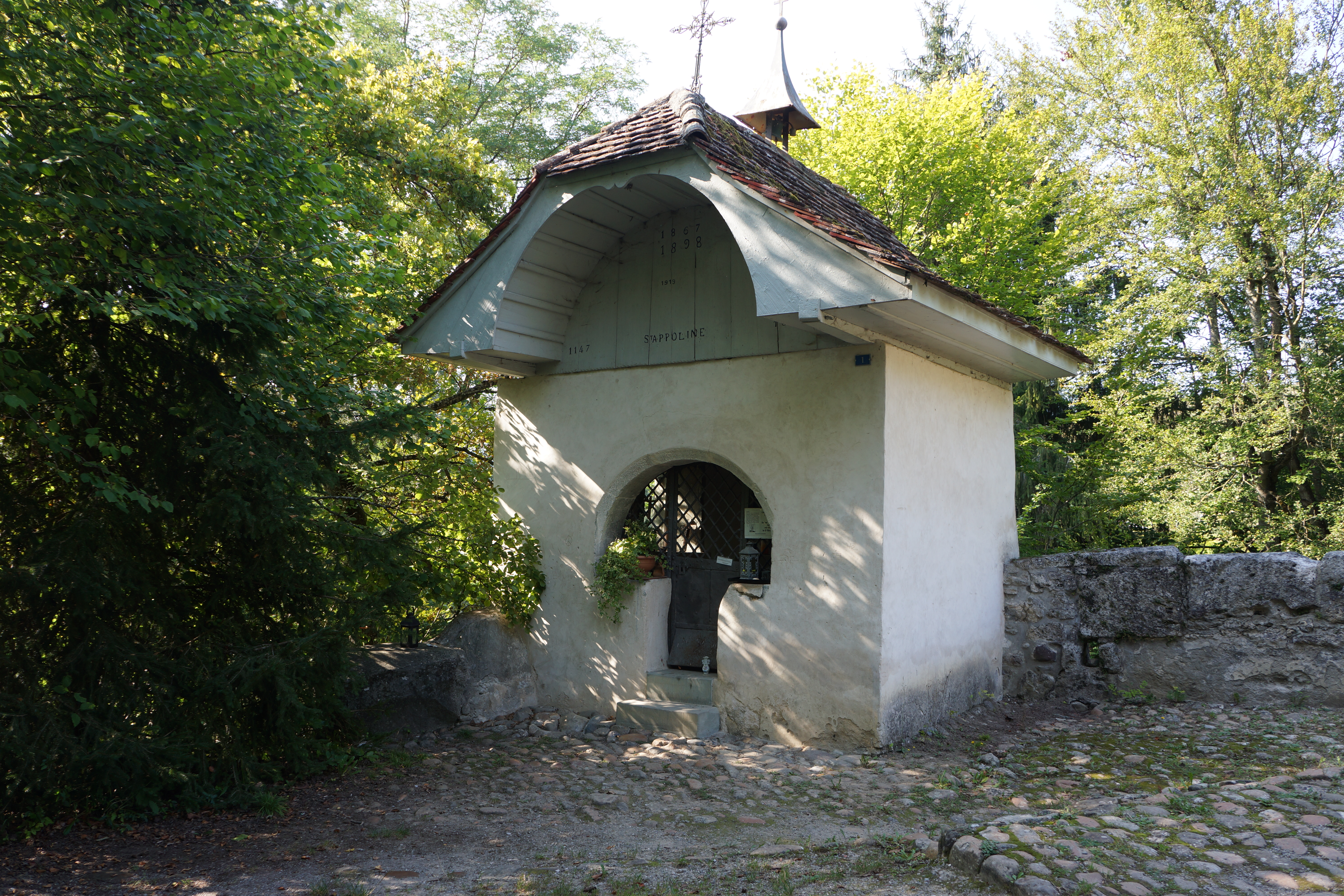
Vue de la chapelle
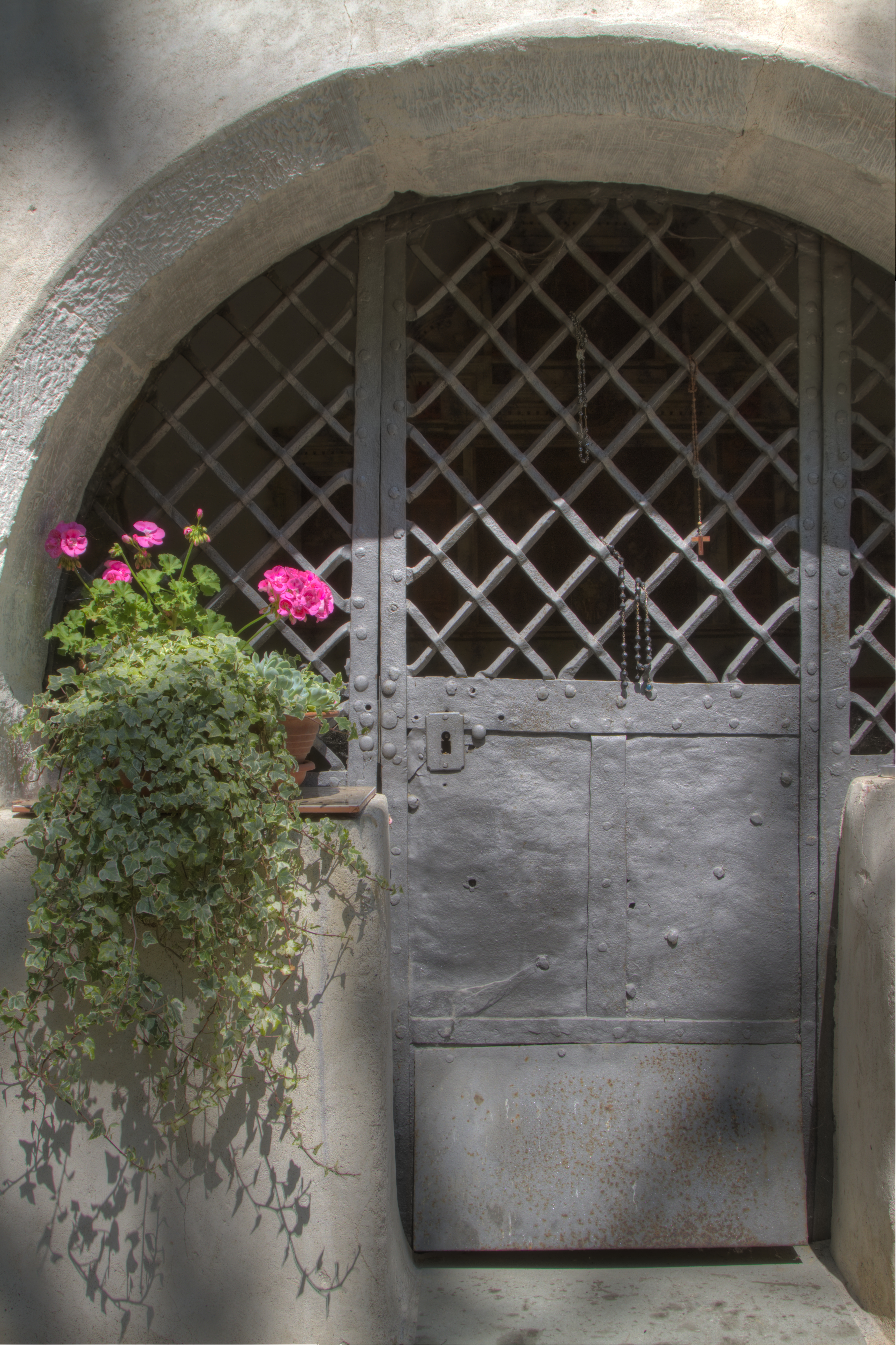
L'entrée de la chapelle
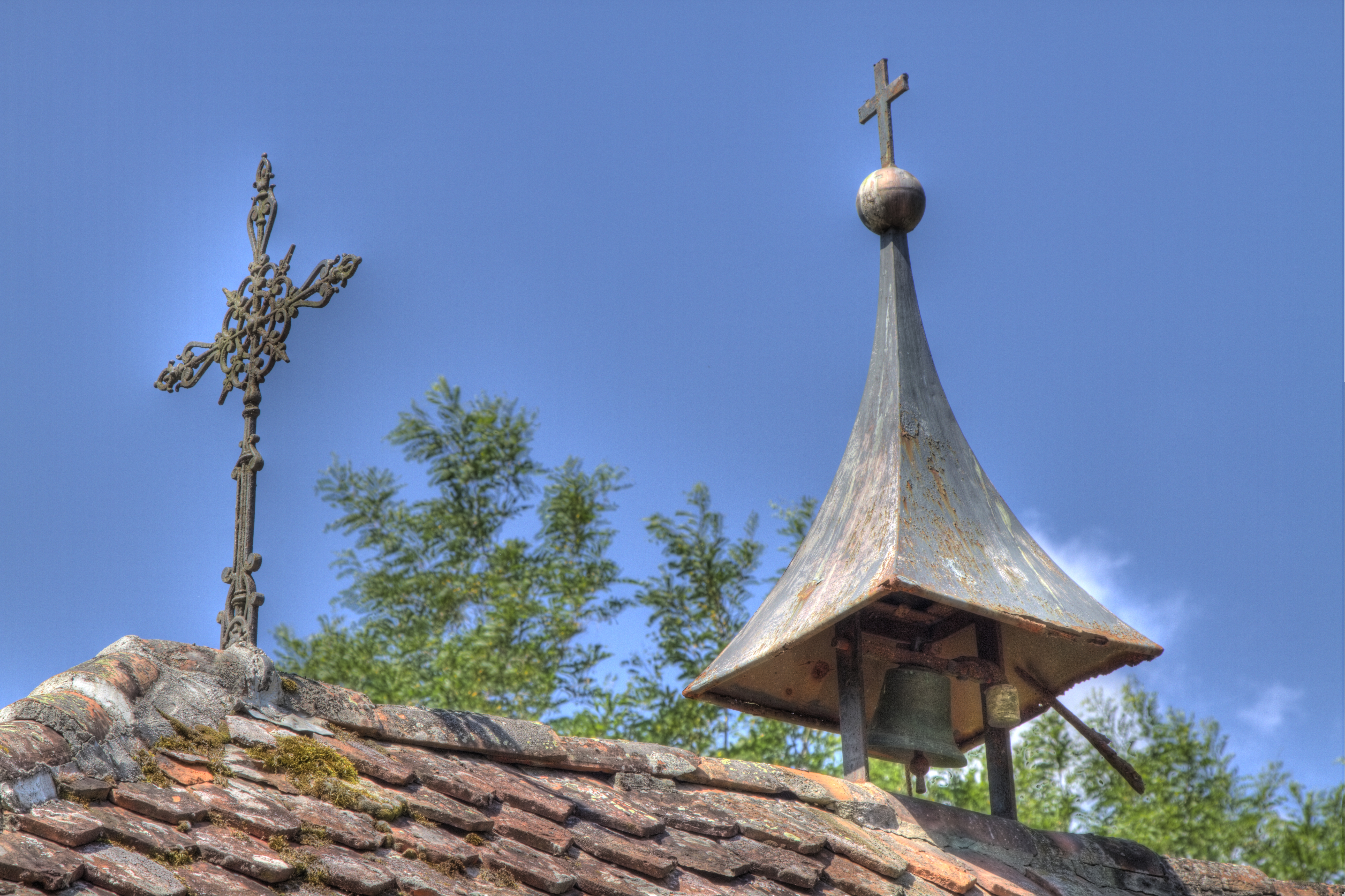
Toit de la chapelle avant la restauration de 2022
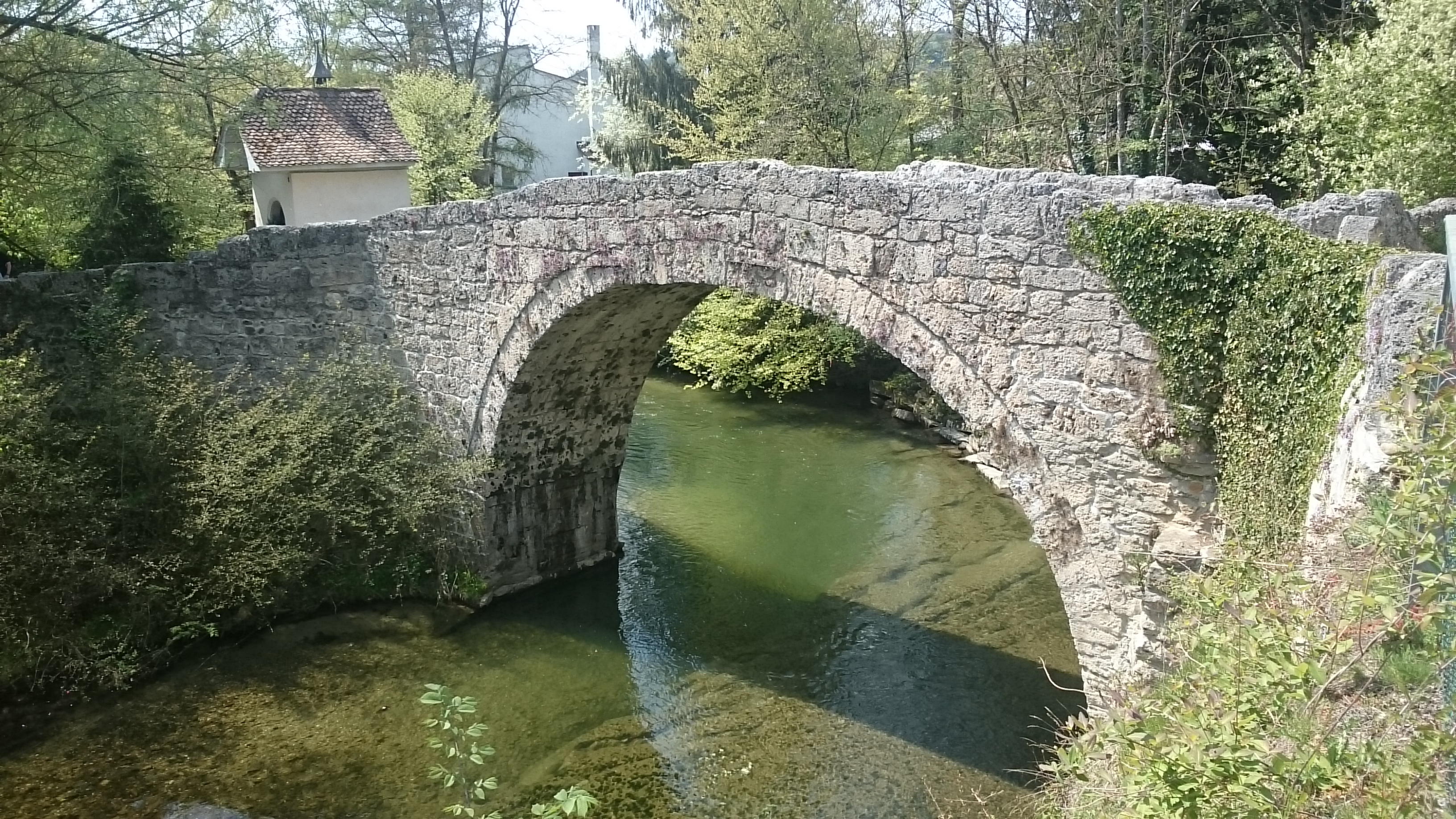
Vue sur le pont de Sainte-Apolline

## L'autel et les tableaux
L'autel dans sa forme actuelle et son retable avec les tableaux datent du 17e siècle. Il a été construit sous l'abbé d'Hauterive Candide Fiwaz (1670-1700), dont les armoiries sur l'autel portent la date de 1690. L'inscription latine métaphorique sous les armoiries se fonde sur un passage du livre de Jérémie (chap. 17/8), qui fait ici immanquablement référence à l'emplacement de la chapelle : "Transplantatum super aquas nec aliquando desinet fructum Ierem...", traduit : L'arbre "planté au-dessus des eaux ne cessera jamais de porter les fruits de Jérémie".
Les peintures et armoiries sont encadrées par la structure marbrée blanche et bleue.

Les peintures de la chapelle
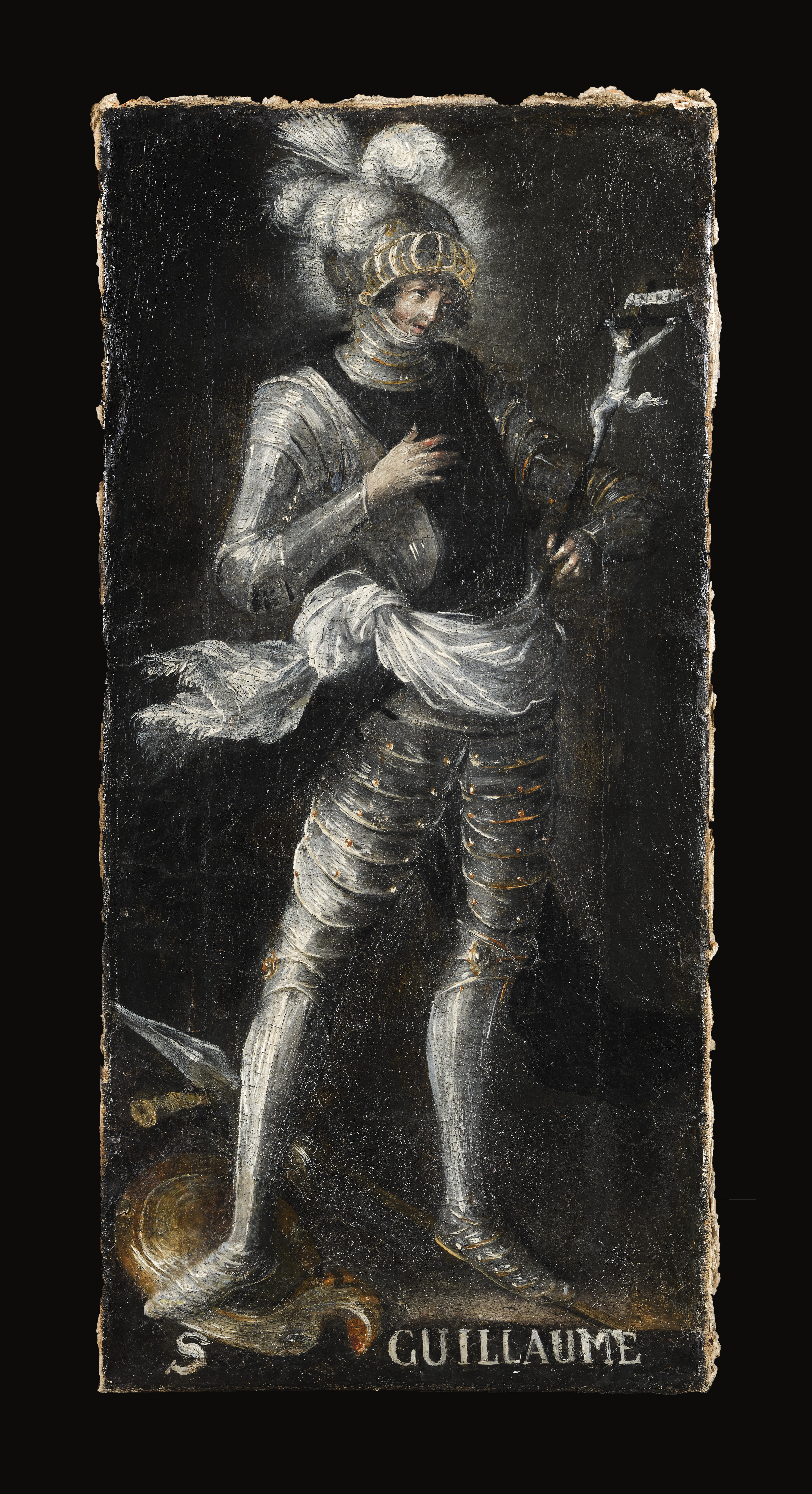
Wilhelm de Glâne
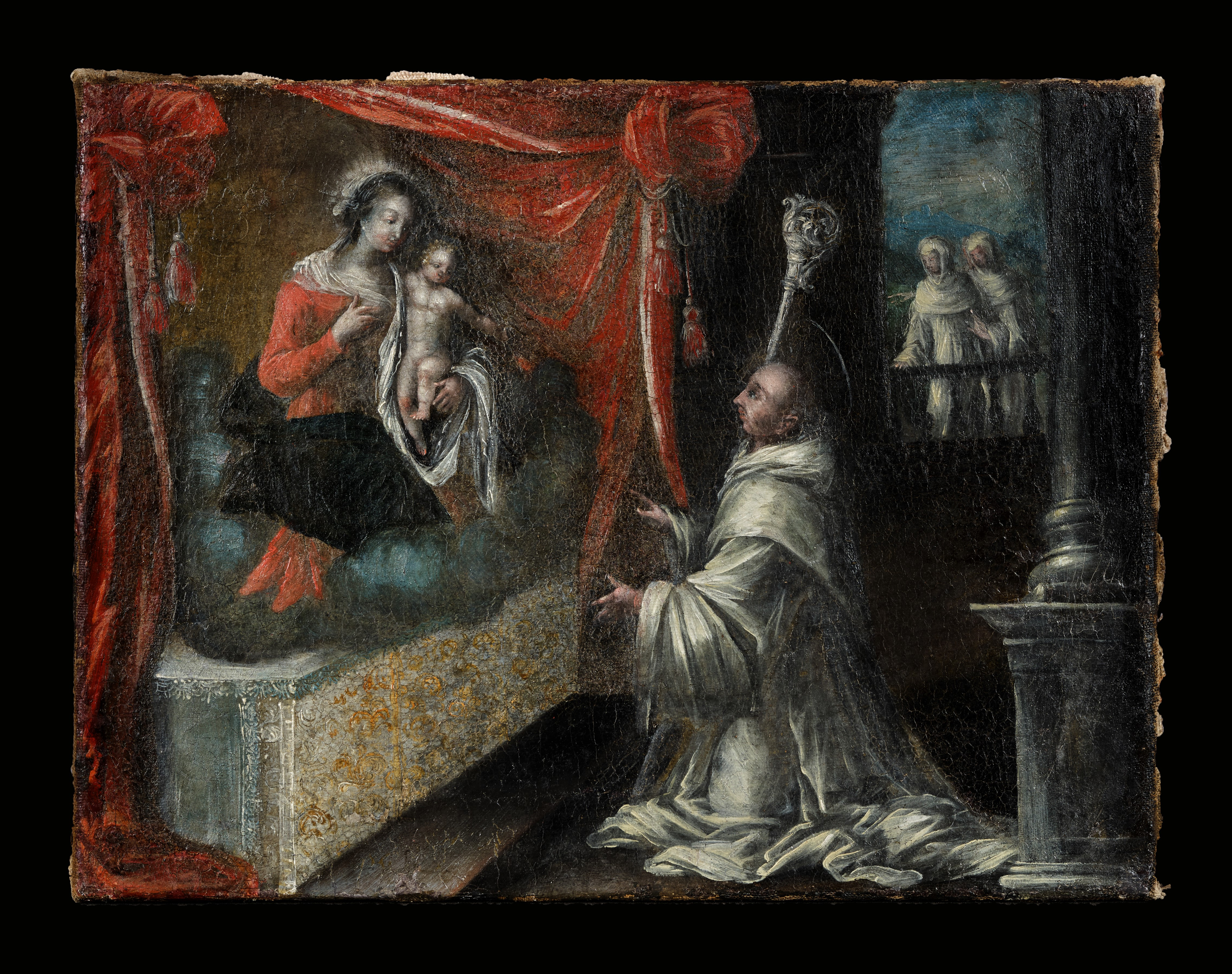
Lactatio St. Bernhard
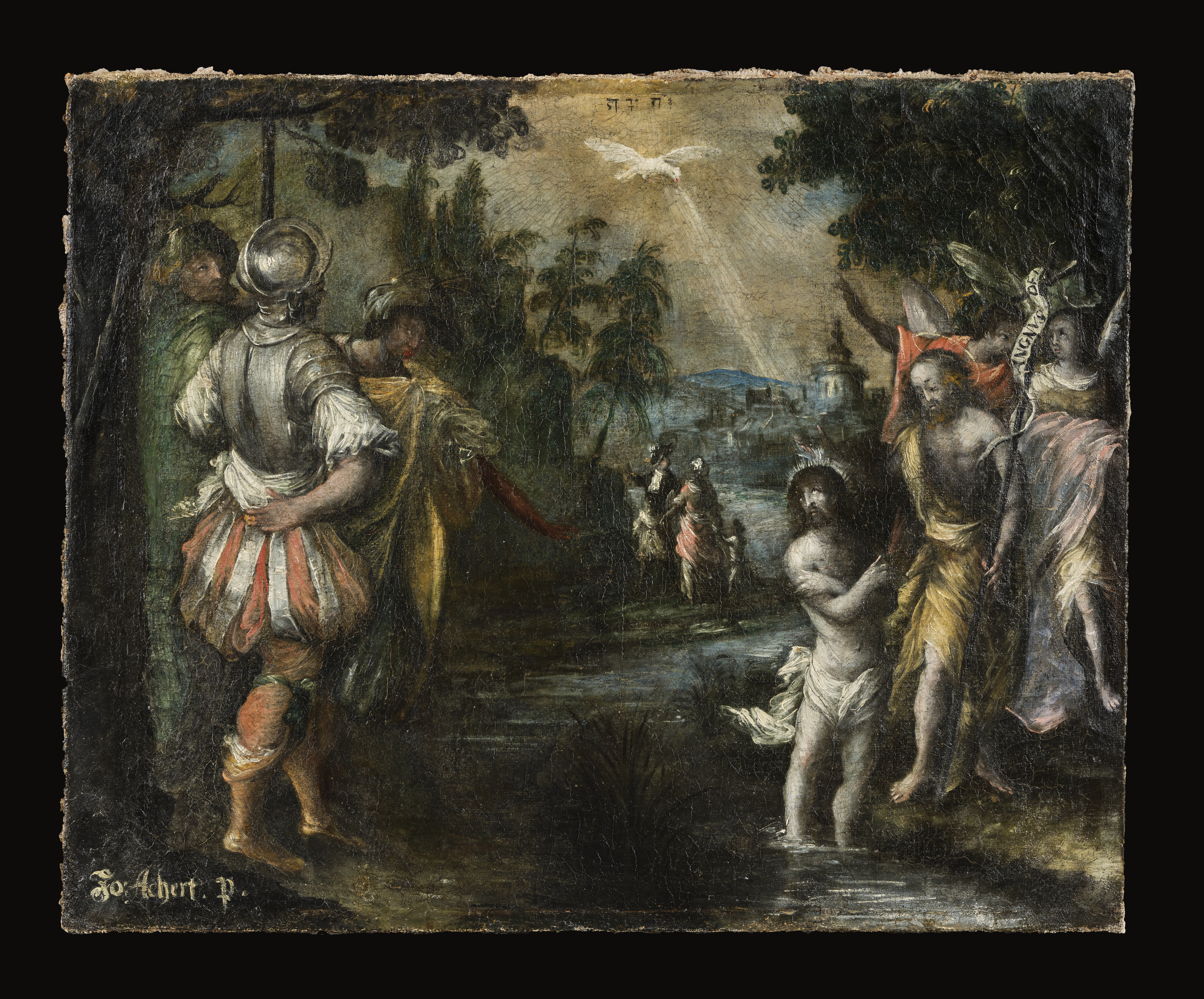
Baptême de Jésus
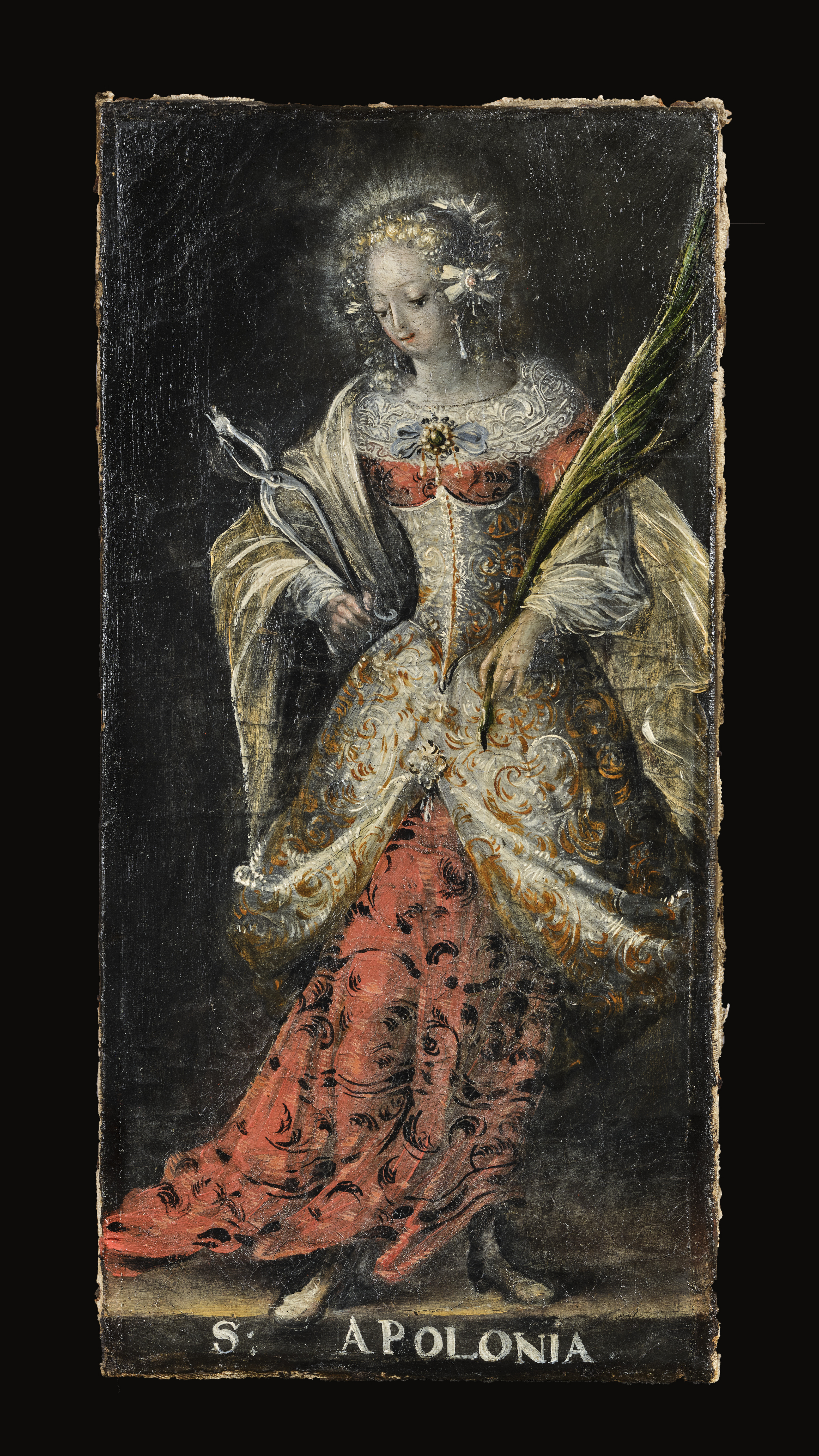
Ste. Apolline
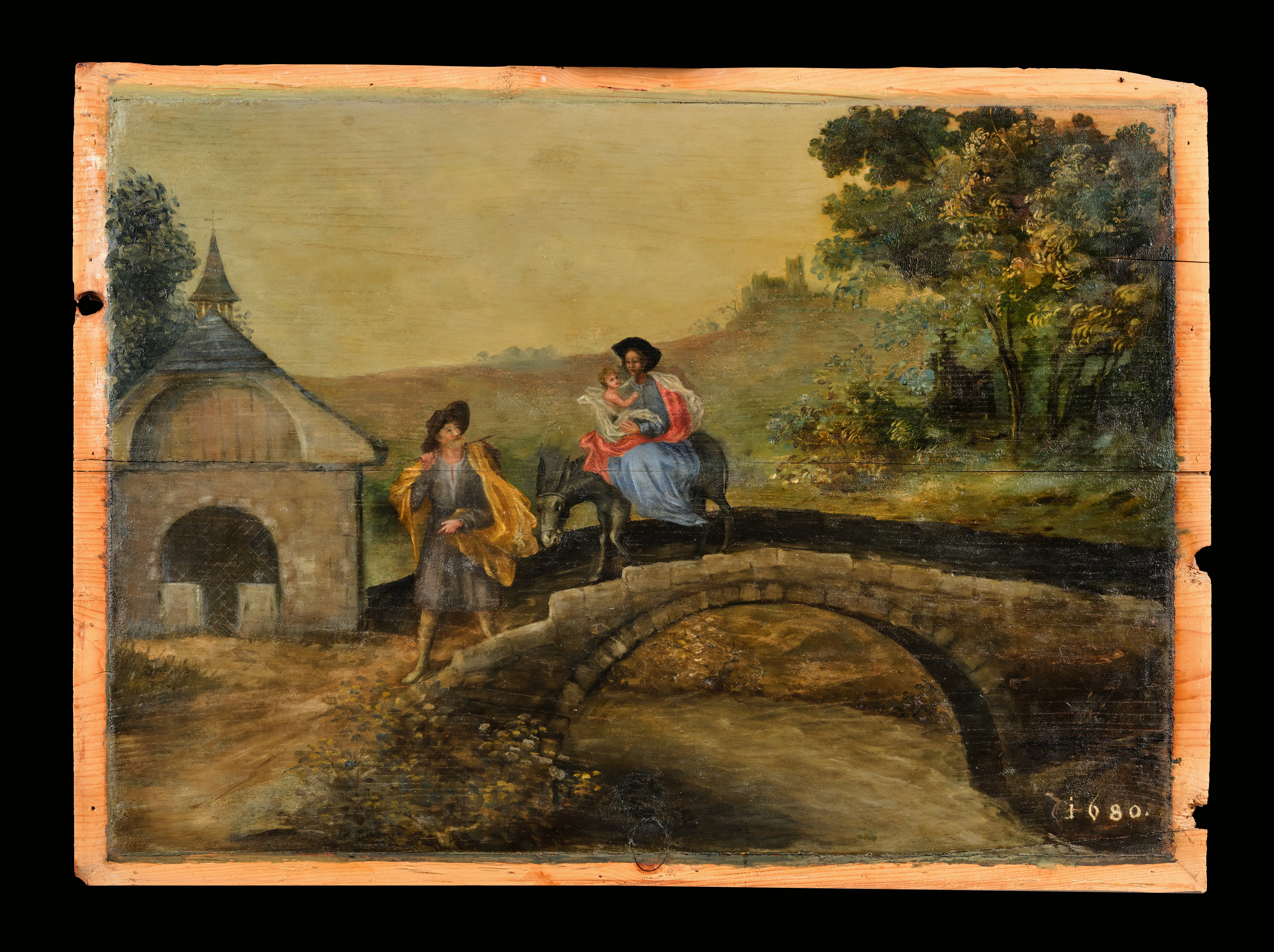
Fuite de la Ste Famille en Egypte

Le tableau central du retable représente le baptême de Jésus par Saint-Jean, signé par le peintre allemand du XVIIe siècle "Johann Achert". Au-dessus de celui-ci se trouve une image de la Lactatio de saint Bernard. Avec lui, le lien avec le monastère d'Hauterive est établi : Bernard de Clairvaux (vers 1090-1153) avait largement contribué à la diffusion des cisterciens en Europe au début du 12e siècle. Le contenu de l'image de la Lactatio se retrouve depuis le haut Moyen Âge : La Vierge Marie prépare sa poitrine avec sa main droite pour accorder à Saint Bernard de Clairvaux, agenouillé à une certaine distance, la jouissance de son lait - métaphorique de l'alimentation spirituelle. De son bras gauche, elle entoure le petit Jésus. Marie et Jésus sont tournés vers Saint Bernard. Le délicieux spectacle est observé sur le tableau par deux religieuses cisterciennes à travers une fenêtre. Le tableau n'est pas signé et est probablement l'œuvre du même peintre, Johann Achert.
J. Achert, né en 1655 à Rottweil (D), a travaillé - probablement dans le cadre de ses années d'errance - en Suisse romande, où il a exécuté plusieurs commandes lors de son premier séjour, entre 1679 et 1681, entre autres dans le canton de Fribourg, notamment dans les monastères cisterciens de la Fille-Dieu et de Maigrauge, ainsi que dans le couvent d'Hauterive mentionné plus haut,. Au début des années 1690, il avait peint de grands panneaux de la Passion et le retable du maître-autel de l'église franciscaine, ainsi que d'autres tableaux dans la région, lors d'un deuxième séjour au collège Saint-Michel de Fribourg en Suisse. Il est considéré comme un peintre baroque à succès de l'école de Rottweil, où l'on peut constater son appartenance à la corporation en tant que jeune maître à partir de 1682. Sa relation ostensible avec la Suisse a peut-être été favorisée par l'alliance de Rottweil avec la Confédération en tant que lieu tourné vers elle (depuis 1463 et renouvelée en 1519) et par l'ordre des jésuites avec ses succursales à Rottweil et à Fribourg, ainsi que par l'association du couvent d'Hauterive avec la congrégation cistercienne d'Allemagne du Sud,,.
Le tableau à gauche du Baptême de Jésus représente le fondateur du monastère d'Hauterive Guillaume de Glâne en armure de chevalier, une croix à la main. Celui-ci avait perdu son père, tourné vers la Bourgogne, et son frère en 1127 lors de la querelle sanglante entre les Zaehringen et les comtes de Bourgogne. Dans le conflit qui se poursuivait, Bernard de Clairvaux fut sollicité en 1132 pour une médiation. Le survivant, Guillaume de Glâne, prit la décision de fonder le monastère, probablement pour le salut des âmes des membres de la famille décédés. Il s'agissait probablement aussi de protéger les biens de l'emprise des Zaehringen. Le monastère d'Hauterive fut consacré en 1138.
À droite du tableau central du baptême de Jésus se trouve celui de sainte Apolline. Conformément à une version de sa légende selon laquelle elle aurait été fille de roi, elle est ici représentée en tenue princière, comme une dame de noble lignée : Un corsage étroit avec une dentelle très basse, des manches bouffantes et des genoux fendus cousus au corsage représentent les caractéristiques typiques d'une robe de fête baroque d'une dame de haut rang. Depuis la Renaissance, les saints sont volontiers représentés dans les vêtements à la mode de l’époque. Elle porte dans la main droite une grande pince, l'instrument de son martyre, et dans la gauche une branche de palmier, signe de son martyre. Comme celui de Guillaume de Glâne, le tableau n'a pas de signature ni d'indication d'année, il date probablement lui aussi de la deuxième moitié du XVIIe siècle.
Le tableau qui orne frontalement le corps de l'autel (sans signature, année 1680) a pour thème la fuite de la Sainte Famille en Égypte : Joseph est en train de traverser le pont d'Apolline avec l'âne qui porte Marie et son enfant. En arrière-plan, on aperçoit le château légendaire des seigneurs de la Glâne.

## Pont Sainte-Apolline
Le franchissement de la Glâne à cet endroit a probablement joué très tôt un rôle dans la liaison routière entre la région lémanique et le bassin rhénan le long de la rive gauche de la Sarine. L'Inventaire des voies de communication historiques de la Suisse (IVS) classe cette liaison dans la catégorie "d'importance nationale". Probablement après un gué initial, un premier pont en bois est attesté à cet endroit sur la Glâne depuis le 13e siècle ; il est appelé pont de la Glâne. En 1508/09, les ponts en bois précédents ont été remplacés par un pont en arc du 16e ou 17e siècle en tuf , qui a été rénové plusieurs fois par la suite, la dernière fois en 1990/91. Jusqu'en 1756, ce pont était la liaison routière importante de Fribourg à Bulle et en Gruyère. Aujourd'hui, le pont et la chapelle sont un point de repère sur le chemin de Saint-Jacques qui mène de Fribourg à Genève via Romont.
- voir également Pont de Sainte-Apolline